# Samu Kerevi
Samuela Vatuniveivuke Kerevi (* 27. září 1993, Viseisei) je ragbista hrající na pozici tříčtvrtky za japonský klub Urayasu D-Rocks. V roce 2021 byl světovou ragbyovou asociací nominován na nejlepšího ragbistu roku. V roce 2014 a 2015 vyhrál s Brisbane City australskou ligu.
S reprezentací Austrálie se zúčastnil MS 2019 a MS 2023. Australské občanství dostal v roce 2016. Narodil se na Fidži. Byl součástí sedmičkové australské reprezentace na LOH 2020, kde skončili po porážce s Fidži ve čtvrtfinále.